# Deutsche in Aserbaidschan

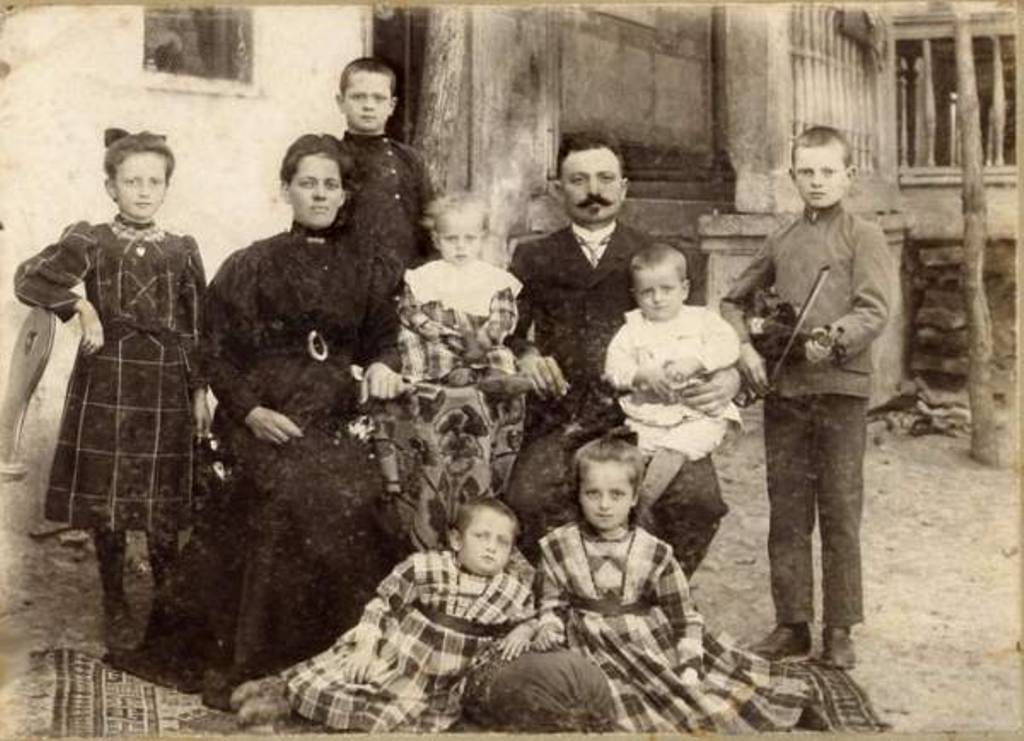
Schwäbische Familie in Helenendorf

Seit 1818 leben Deutsche in Aserbaidschan. Der Prozess der Umsiedlung der deutschen Kolonisten in Aserbaidschan begann mit den ersten deutschen Siedlern aus Württemberg,  die sich 1818 im Kreis Elizabethpol, dem heutige Gəncə, niederließen, wo sie zwei Siedlungen gründeten: 1819 Helenendorf, heute Göygöl und Kolonie Annenfeld, heute Şəmkir.

## Einwanderungsgeschichte
Die Ursachen der deutschen Auswanderung liegen vor allem in den schwierigen politischen und wirtschaftlichen Situation in Deutschland zur Zeit der Napoleonischen Kriege. In einer besonders schwierigen Situation befand sich der Süden Deutschlands, vor allem die Region Württemberg. 1815 kam es nach einem Ausbruch des Vulkans Tambora auf der indonesischen Insel Sumbawa zu dramatischen Klimaanomalien „Jahr ohne Sommer“ in Süddeutschland. Missernten bewirkten eine Verteuerung der Lebensmittel. Armut und Arbeitslosigkeit machten sich breit.

Infolgedessen wandten sich die Auswanderungswilligen an den russischen Zaren Alexander I., dessen Mutter Sophie Dorothee selbst Württembergerin war. Als er auf der Reise zum Wiener Kongress in Stuttgart Station machte, erbaten sie von ihm die Erlaubnis, sich im Kaukasus anzusiedeln. Einen weiteren Grund für die Siedlung der Deutschen im Südkaukasus bildeten die Interessen des Russischen Reiches im neu eroberten Aserbaidschan und seine diesbezügliche Einwanderungspolitik. Anderen Quellen zufolge bot Alexander I. Auswanderungswilligen eine neue Heimat im Kaukasus mit Religionsfreiheit und ohne Wehrpflicht. In die Ansiedlung der Deutschen im Kaukasus investierte das russische Reich 697.428 Rubel. 

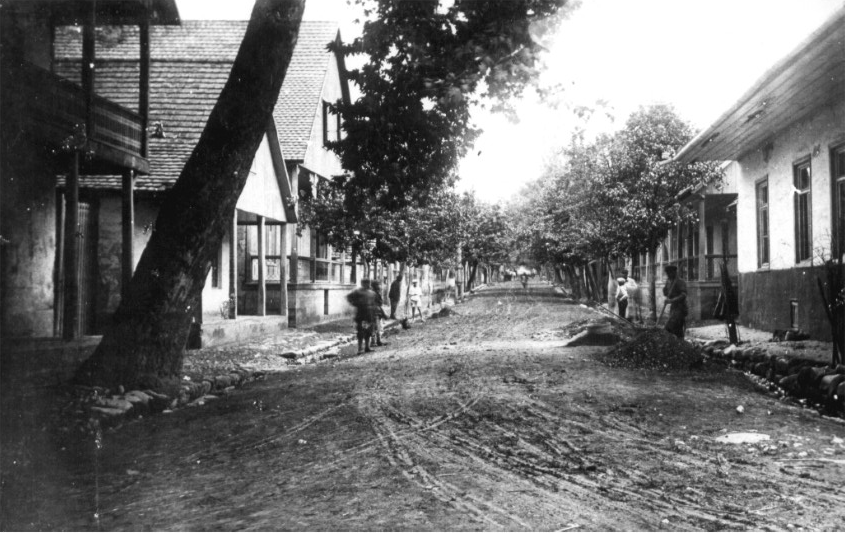
Straße in Helenendorf

## Helenendorf
Helenendorf war die erste deutsche Siedlung in Aserbaidschan. 1819 gründeten deutsche Kolonisten aus Württemberg, aus Reutlingen, Betzingen, Altbach, insgesamt 140 Familien, Helenendorf in der Nähe der alten Handelsstadt Gəncə.
Helenendorf erhielt seinen Namen zu Ehren der Großfürstin Helena Pawlowna, der Schwester des russischen Zaren Alexander I. und Herzogin von Mecklenburg-Schwerin. Das Dorf befand sich auf den Ruinen der aserbaidschanischen Altsiedlung Xanlar, 7 Meilen von Gəncə entfernt.

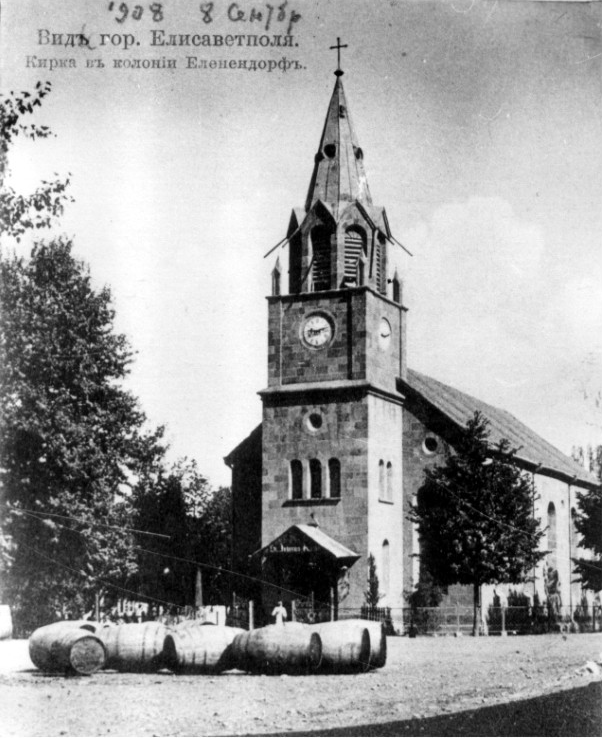
Evangelisch-lutherische St. Johanniskirche in Helenendorf

1842 wurde die erste Schule in Helenendorf gebaut. 1857 wurde eine evangelisch-lutherische Kirche, St. Johanniskirche in Helenendorf errichtet. St. Johanniskirche ist die erste evangelisch-lutherische Kirche in Aserbaidschan. Die Straßen in Helenendorf trugen folglich deutsche Namen wie beispielsweise: Kirchenstraße, Gartenstraße, Helenenstraße, Stadtstraße, Talstraße usw.
1870 gründete der deutsche Christopher Vohrer mit seinen vier Söhnen eine Aktiengesellschaft zur Produktion von Wein und anderen Spirituosen in Helenendorf, danach eine Kognakfabrik, die erste in Aserbaidschan, mit zwei Destillationsanlagen. Die Qualität der Weine genügte europäischen Ansprüchen. 1894 gewann Christopher Vohrers Wein eine Goldmedaille auf der internationalen Ausstellung in London. Er besaß 30 Weinkeller. Jährlich wurden 8–10 Mio. Liter Wein und 1 Mio. Liter Kognak verkauft. Die Weinkeller in Helenendorf sind bis heute erhalten. Nach der Eroberung der Demokratischen Republik Aserbaidschans durch die Sowjetunion wurden aus dem Besitz Christopher Vohrer Sowchosen geschaffen.
Anlässlich des Jubiläums der Kolonie Helenendorf feierte man am 9. Juni 1919 den 100. Jahrestag der Umsiedlung der Deutschen in Aserbaidschan. Zum 100. Jubiläum der Gründung von Helenendorf schrieb der Vorsitzende des Parlaments der Demokratischen Republik Aserbaidschan am 8. Mai 1919: `Das Präsidium des Aserbaidschanischen Parlaments gratuliert den Einwohnern aus Helenendorf zum 100. Geburtstag der Kolonie und wünscht dieser kleinen Zelle weiteres Blühen und den Wohlstand`.
Als erstes Dorf im gesamten Kaukasus hatte Helenendorf 1912 elektrischen Strom, 1916 ein funktionierendes Telefonnetz.
2007 starb der letzte Nachfahre der ersten deutschen Kolonisten, Viktor Klein, dessen Wohnhaus seit 2014 mit Unterstützung der Deutschen Gesellschaft für Internationale Zusammenarbeit (GIZ) zu einem Museum umgestaltet wird.

## Annenfeld

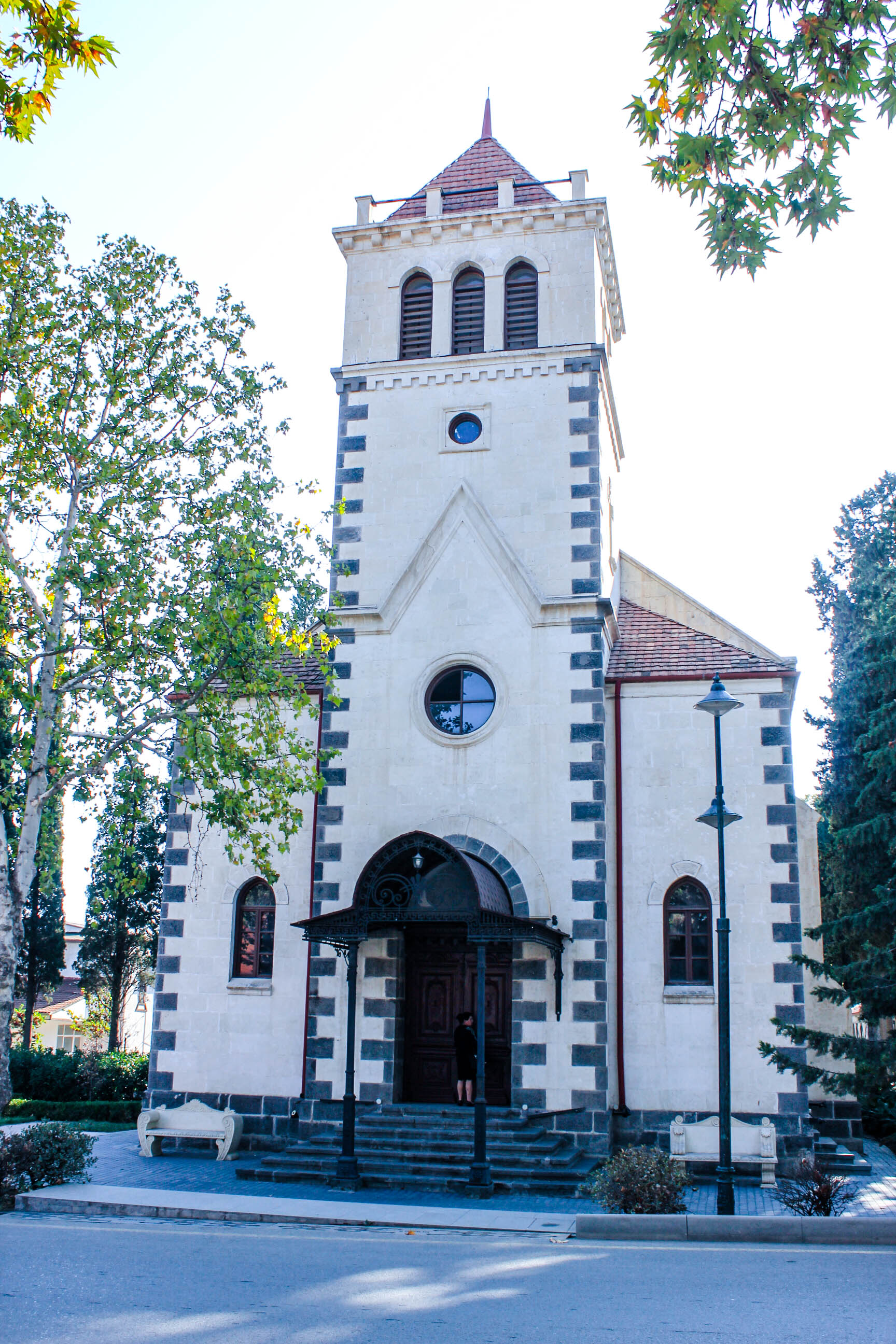
Lutherische Kirche in Annenfeld

Eine zweite deutsche Siedlung wurde 40 km entfernt von Helenendorf auf den Trümmern der alten aserbaidschanischen Stadt Şəmkir gegründet. Sie wurde Annenfeld benannt – zu Ehren der Großherzogin Anna Pawlowna, Königin der Niederlande. 1909 wurde eine Lutherische Kirche in Annenfeld gebaut.

## Beschäftigung
Mit der Spezialisierung auf landwirtschaftliche Produktion sowie Milch-, Butter- und Käseproduktion begann der wirtschaftliche Aufstieg. Zunächst diente es in erster Linie der Eigenversorgung. Seit Mitte des 19. Jahrhunderts kam das Geschäft mit Wein und Spirituosen hinzu.

### Weinanbau
Die aserbaidschanische Geschichte der alkoholischen Getränkeherstellung ist eng mit der Geschichte dieser ehemaligen deutschen Siedlungen verknüpft. Der ökonomische Durchbruch der deutschen Kolonisten in Aserbaidschan gelang in der zweiten Hälfte des 19. Jahrhunderts mit der Spezialisierung auf den Weinanbau und den überregionalen Vertrieb von Wein, Kognak, Schnäpsen und Likören. Zwar hatten die Siedler die Weinrebe von Anfang an genutzt, aber bis in die 1860er Jahre produzierten sie überwiegend für den Eigenbedarf. Bald brachten es die Deutschen zu besonderer Produktivität im Bereich des Weinanbaus und der Kelterei. Die Weinreben und der Wein aus den Kolonien erfreuten sich in ganz Aserbaidschan hoher Beliebtheit und wurden Anfang des 20. Jahrhunderts bis nach Moskau und Sankt Petersburg gehandelt. Sie machten den Weinbau zum zentralen Geschäftsfeld und zur Hauptquelle des Wohlstands.

### Ölindustrie
In der zweiten Hälfte des 19. Jahrhunderts kam in Aserbaidschan ein weiteres Wirtschaftsfeld hinzu. Deutsche Unternehmer waren an der Entwicklung der Ölindustrie maßgeblich beteiligt. Auf der Suche nach geeignetem Holz für Gewehrkolben reiste Robert Nobel 1873 nach Aserbaidschan, wo er statt Holz Öl fand. 1875 organisierte er zusammen mit seinen Brüdern Ludwig und Alfred eine Produktionsgesellschaft Gebrüder Nobel. Ludwig setzte als erster Dampfmaschinen zum Bohren ein. 1878 ließ Ludwig Nobel den ersten dampfgetriebenen Öltanker der Welt, die Zoroaster konstruieren, um Kerosin sicher transportieren zu können.

### Kupferbergwerk
1864 kauften die Brüder Werner, Carl und Walter ein Kupferbergwerk in Gədəbəy. 19. Jahrhunderts eröffnete die Firma Siemens in Gadabay ein Kupferbergwerk und baute es zum größten des Landes aus. Die Gebrüder Siemens nutzten die neuesten Technologien ihrer Zeit, sodass einige Jahre später unweit von Gadabay am Fluss Galakent auch noch ein zweites Kupferwerk eröffnet werden konnte.

## Politische Partizipation
Die deutschen Siedler begrüßten mehrheitlich die am 28. Mai 1918 ausgerufene Unabhängigkeit der Demokratischen Republik Aserbaidschan. Die Verfassung garantierte der deutschen Minderheit einen Sitz im Parlament. Lorenz Jacob Kuhn erhielt als Vertreter der deutschen Minderheit ein Mandat im aserbaidschanischen Nationalrat, der am 19. November 1918 mit 120 Parlamentssitzen gebildet worden war.

## Sonstiges
Zu Beginn des 20. Jahrhunderts bestanden in Aserbaidschan acht deutsche Siedlungen: Helenendorf, Annenfeld, Georgfeld, Aleksejewka, Grünfeld, Eichenfeld, Traubenfeld und Jelizawetinka.
Die Lutherkirche in Gändscha, in der sich heute ein Puppentheater befindet, wurde 1885 erbaut. In den 90er Jahren des 19. Jhd. lebten in Gändscha mehr als 100 Deutsche, die eine Kirche brauchten.
Einige Deutsche waren stark mit der Geschichte der aserbaidschanischen Hauptstadt Baku verbunden. Die Architekten Johann Wilhelm Edel, Adolf Eichler und Nikolaus von der Nonne haben durch einige Bauten ihre Spuren hinterlassen. Nikolaus von der Nonne war von November 1898 bis Ende 1901 Bürgermeister und Baudirektor von Baku.
1941 wurden fast 23.000 Deutsche von Josef Stalin aus Aserbaidschan nach Kasachstan und Sibirien deportiert. Fünf Familien durften in Helenendorf bleiben. Nach 1941 wurden Armenier in Helenendorf angesiedelt.
Heute finden kulturelle Veranstaltungen, Konzerte, Ausstellungen im Deutsch-Aserbaidschanischen Kulturverein „Kapellhaus“ in Baku statt.